# سندرین ولف
سندرین ولف (انگلیسی: Cendrine Wolf؛ زادهٔ ۱۹۶۹) نویسنده و پدیدآور اهل فرانسه است. او برای نویسندگی سریال اوکیسا پولاک با آن پیلچوتا همکاری کرده است. 